# Henrik VIII:s testamente

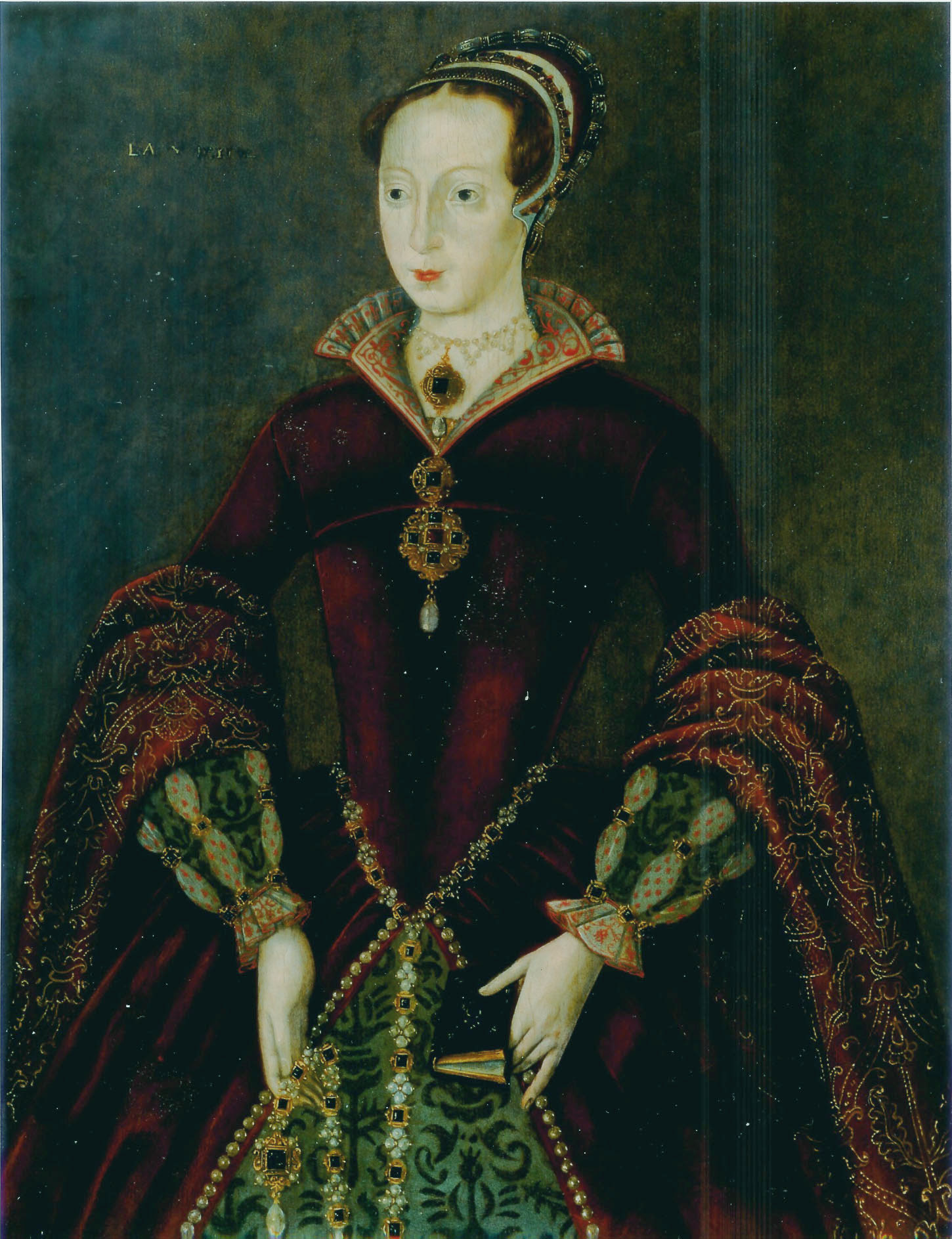
Lady Jane Grey och hennes systrar nämndes nu först i tronföljden efter kungens barn

Henrik VIII:s testamente slutfördes 30 december 1546 och fastställde slutligen tronföljdsordningen efter de många komplikationer som hade uppstått efter kung Henrik VIII:s äktenskap, skilsmässor, ogiltigförklarade äktenskap och medföljande frågor kring hans barns status som legitima eller illegitima, och påverkade de många tronföljdsfrågorna som präglade England seklet ut.

## Bakgrund
Englands tronföljd började bli osäker när kungen 1526 inledde en process för att ogiltigförklara sitt äktenskap med Katarina av Aragonien, vilket påverkade huruvida Henrik och Katarinas dotter Maria skulle betraktas som tronarvinge, legitim eller illegitim. Hans följande äktenskap och skilsmässor ledde till att hans barn förklarades legitima och illegitima och tillsattes och uteslöts ur tronföljden. Flera dokument upprättades därför för att reglera tronföljden.

## Tronföljdsordning
Tronföljden reglerades i tre lagar, medan Henriks testamente utgjorde ett tillägg till lagarna. Efter Henriks giftermål med Anne Boleyn utfärdade han första successionsakten, som förklarades hans första dotter Maria illegitim. Därmed blev hans andra dotter, Elisabet, tronarvinge. 
Efter Anne Boleyns fall utfärdades en ny lag, andra successionsakten 1536, där båda kungens döttrar åsidosattes och uteslöts från tronföljden. Englands tron saknade därmed arvtagare, till dess att Edvard föddes 1537, som kungens enda överlevande son som fötts inom äktenskapet.  
Genom tredje successionsakten 1544 bekräftades prins Edvard som tronarvinge, samtidigt som hans systrar Maria och Elisabet återinsattes i tronföljden efter sin bror, i åldersordning. 
Henrik VIII:s testamente från 1546 kompletterade tronföljden ytterligare efter tredje successionsakten. Enligt lagen kom kungens tre barn Edvard, Maria och Elisabet först i tur. Genom testamentet insattes de tre döttrarna till Henriks äldre systerdotter Frances Brandon, dotter till hans yngre syster Maria Tudor, det vill säga: Jane Grey, Catherine Grey och Mary Grey. På plats nummer sju kom slutligen Margaret Stanley, grevinna av Derby, dotter till Henriks yngre systerdotter Eleanor Brandon, yngre dotter till Maria Tudor.
Testamentet följdes i stort sett fram till Elisabet I:s död 1603, och influerade diskussionerna om tronföljden efter Elisabet I.